# Kaijuu 8-gou
Kaijū 8-gō (Nhật: 怪獣8号 (Quái thú Bát hiệu) Hepburn: Kaijū Hachi-gō, "Quái thú số 8") là loạt shōnen manga được sáng tác và minh họa bởi Matsumoto Naoya. Manga được đăng lần đầu trên tạp chí Shōnen Jump+ từ tháng 7 năm 2020, và sau đó được Shūeisha tổng hợp và phát hành thành 15 tập tankōbon tính đến tháng 3 năm 2025. Câu chuyện kể về Hibino Kafka, một thanh niên lao công làm việc cho công ty vệ sinh bị vô tình ăn phải kaiju và có được khả năng biến thành loài đó và Kafka phải học cách tận dụng sức mạnh của bản thân để cố gắng hết sức vượt qua kỳ thi cuối cũng như để thực hiện lời hứa mà anh đã hứa với một cô bạn từ thuở nhỏ.
Một bộ anime truyền hình được Production I.G chuyển thể và bắt đầu phát sóng tại Nhật Bản trên kênh TXN từ tháng 4 năm 2024. Bản lồng tiếng Anh của bộ anime đã được Viz Media cấp phép tại Bắc Mỹ. Phần tiếp theo đã được công bố.
Cho đến tháng 4 năm 2024, bộ manga đã bán được hơn 13 triệu bản trên toàn cầu. Tác phẩm được nhiều nhà phê bình đánh giá cao và khen ngợi về bối cảnh, phong cách nghệ thuật, cốt truyện và nhân vật.

## Tổng quan

### Thiết lập
Cốt truyện của Kaijū 8-gō lấy bối cảnh trong một thế giới nơi có những con quái vật tên kaiju thường xuyên hoành hành và tàn phá khắp nơi. Nhật Bản là quốc gia có tỷ lệ tấn công kaiju cao nhất trên thế giới và để chống lại chúng, chính phủ Nhật Bản đã thành lập Lực lượng Phòng vệ Chống Kaiju (日本防衛隊 Nihon bōei-tai, n.đ. "Lực lượng Phòng vệ Nhật Bản"). Mỗi Kaiju đều được ấn định một "mức độ chịu đựng" là thang đo cho thấy sức mạnh tổng thể của chúng và được phân loại là honju chúng có thể đi cùng hoặc mọc ra những kaiju nhỏ hơn, những con kaiju nguy hiểm hơn, mạnh hơn được gọi là yoju. Kaiju có sức chịu đựng cao hoặc đặc điểm bất thường sẽ được đánh số để nhận dạng dựa trên thời điểm chúng xuất hiện lần đầu và được phân loại là daikaiju.
Các sĩ quan của Lực lượng Phòng vệ mặc bộ đồ sức mạnh làm từ hài cốt kaiju giúp họ tăng sức mạnh, tốc độ và độ bền. Các bộ đồ có tổng công suất phát ra được đo dưới dạng phần trăm (gọi tắt là "sức chiến đấu được giải phóng") thay đổi tùy theo khả năng của mỗi người, tối đa là 100%. Bộ đồ cũng ảnh hưởng đến độ mạnh của vũ khí của sĩ quan.
Phần còn lại của Daikaiju được sử dụng để tạo ra những vũ khí mạnh hơn có tên Numbers (ナンバーズ, Nanbāzu) được đặt tên theo daikaiju mà chúng được tạo ra và một số cá nhân có thể sử dụng nếu chúng được coi là tương thích. Numbers vũ khí mạnh hơn nhiều so với các bộ đồ thông thường và cung cấp cho người dùng những khả năng đặc biệt. Lực lượng Phòng vệ bao gồm các sĩ quan do các trung đội trưởng chỉ huy, với các cấp độ sức mạnh chiến đấu khác nhau và các đội trưởng, đội phó có sức chiến đấu trên 90% và chỉ huy các sư đoàn. Các sĩ quan chiến đấu được hỗ trợ bởi một nhóm điều hành viên cung cấp thông tin về kaiju và theo dõi tình trạng sức khỏe cũng như trang phục của các sĩ quan.

### Cốt truyện
Sau khi thị trấn của họ bị kaiju phá hủy, Kafka Hibino và Mina Ashiro lúc bé đều thề sẽ trở thành thành viên của Lực lượng Phòng vệ để cùng nhau chiến đấu với kaiju. Mina, hiện 27 tuổi, đã trở thành đội trưởng Đội thứ ba của Lực lượng Phòng vệ trong khi Kafka, hiện 32 tuổi, nhiều lần trượt kỳ thi và đang làm thành viên của một đội dọn dẹp xử lý xác kaiju sau trận chiến. Kafka gặp một nhân viên trẻ làm việc bán thời gian trong công ty của anh, Reno Ichikawa, một thành viên đầy tham vọng muốn gia nhập Lực lượng Phòng vệ, người đã khơi dậy mong muốn của Kafka thực hiện lại ước mơ của anh. Tuy nhiên, một kaiju nhỏ xâm nhập vào cơ thể Kafka qua miệng anh và anh có khả năng biến thành kaiju. Sau khi trốn thoát khỏi Lực lượng Phòng vệ, Kafka được đặt mật danh là "Kaiju số 8" và quyết định nộp đơn trong khi giữ bí mật về hình dạng kaiju của mình.

## Nhân vật

### Chính
Kafka Hibino (日比野カフカ, Hibino Kafka) / Kaiju Số 8 (怪獣8号, Kaijū 8-gō)
Lồng tiếng bởi: Masaya Fukunishi
Một người đàn ông 32 tuổi với ước mơ gia nhập Lực lượng Phòng vệ để chiến đấu bên cạnh người bạn thời thơ ấu, Mina Ashiro. Anh từ bỏ ước mơ của mình sau khi thất bại, không thể vượt qua bài kiểm tra trong quá khứ và bắt đầu làm việc trong một công ty xử lý kaiju với tư cách là người dọn dẹp xác. Anh có khả năng biến thành kaiju sau khi một sinh vật ký sinh nhỏ (do TARAKO lồng tiếng) xâm nhập vào cơ thể qua miệng. Sau khi trốn thoát khỏi Lực lượng Phòng vệ, anh được mệnh danh là "Kaiju số 8." Ở dạng kaiju của mình, Kafka sở hữu sức mạnh siêu phàm, tốc độ, độ bền, khả năng tái sinh và có thể cảm nhận sự hiện diện của các kaiju khác. Anh có chỉ số chịu đựng là 9,8 khiến anh ta trở thành kaiju mạnh nhất được Lực lượng Phòng vệ xác định. Do sức mạnh chiến đấu được giải phóng ở dạng con người thấp, anh sử dụng kiến thức về giải phẫu kaiju từ công việc của mình trong ngành xử lý để giúp đồng đội của mình đánh bại kaiju. Thiết kế kaiju của Kafka được lấy cảm hứng từ mô tả của oni trong khi ánh sáng xanh của thiết kế được lấy cảm hứng từ bộ phim Tron (1982). Bản thân Kafka vẫn coi Mina là mục tiêu cần hướng tới và coi cô là người để noi theo.
Reno Ichikawa (市川レノ, Ichikawa Reno)
Lồng tiếng bởi: Wataru Kato  
Một chàng trai 18 tuổi bắt đầu làm việc trong cùng một công ty với Kafka với kế hoạch gia nhập Lực lượng Phòng vệ. Cậu kết bạn với Kafka và giúp anh che giấu bí mật về hình dạng kaiju của mình. Reno được coi là một tân binh đầy hứa hẹn và nhanh chóng trở thành một trong những chiến binh mạnh nhất của Lực lượng Phòng vệ.
Kikoru Shinomiya (四ノ宮キコル, Shinomiya Kikoru)
Lồng tiếng bởi: Fairouz Ai
Một cô gái 16 tuổi gia nhập Sư đoàn 3 cùng với Kafka và Reno. Là một thần đồng tiêu diệt kaiju, Kikoru là một trong những tài năng lớn nhất trong Lực lượng Phòng vệ và có sức mạnh chiến đấu được giải phóng cao nhất được ghi nhận khi còn là một tân binh. Cha cô, Isao, là Tổng Chỉ huy Lực lượng Phòng vệ trong khi mẹ cô, Hikari, là một đội trưởng đã chết khi làm nhiệm vụ chiến đấu chống lại cuộc xâm lược của kaiju do Kaiju số 6 lãnh đạo trước các sự kiện của bộ truyện. Cô sử dụng một chiếc rìu khổng lồ làm vũ khí cá nhân và thừa hưởng bộ đồ Số 4 của mẹ cô, giúp cô có khả năng bay.
Kikoru xuất hiện như một cô gái kiêu ngạo, rất tự tin và hay coi thường mọi người cũng như trêu chọc những người mà cô cho là thấp kém, chả hạn như Kafka. Bất chấp tính cách này, Kikoru trong sâu thẳm vẫn quan tâm đến đồng đội của mình và làm bất cứ điều gì trong khả năng để tránh thương vong bất cứ khi nào cô trên chiến trường. Cô cũng là một người trung thành, tỏ ra biết ơn Kafka vì đã cứu cô và giữ bí mật cho anh.

### Lực Lượng Phòng Vệ

#### Tổng Chỉ huy
Isao Shinomiya (四ノ宮 功, Shinomiya Isao)
Lồng tiếng bởi: Tesshō Genda
Tổng Chỉ huy Lực lượng Phòng vệ và cha của Kikoru, người được coi là một trong những chiến binh mạnh nhất trong lịch sử Lực lượng Phòng vệ. Isao sử dụng vũ khí Numbers 2 được làm từ hài cốt của Kaiju số 2 dưới dạng một bộ áo giáp và găng tay hỗ trợ, mang lại cho ông sức mạnh siêu phàm và khả năng sử dụng các vụ nổ âm thanh. Isao bắt đầu dạy Kikoru cách chiến đấu chống lại kaiju sau cái chết của vợ mình, Hikari.
Keiji Itami (伊丹 啓司, Itami Keiji)
Lồng tiếng bởi: Takayuki Sugō
Itami là Phó Giám đốc đầy trách nhiệm của Lực lượng Phòng vệ, và sau đó được bổ nhiệm làm Chỉ huy sau cái chết của Shinomiya dưới tay Số 9.

#### Sư đoàn 1
Gen Narumi (鳴海弦, Narumi Gen)
Lồng tiếng bởi: Kōki Uchiyama
Đội trưởng của Sư đoàn 1 thuộc Lực lượng Phòng vệ và là đội trưởng mạnh nhất đang hoạt động. Gen sử dụng vũ khí Numbers 1 được làm từ phần còn lại của Kaiju số 1. Vũ khí có hình dạng là một bộ giáp được trang bị năng lượng và một cặp võng mạc cấy ghép giúp Gen có khả năng dự đoán chuyển động của kẻ thù, cho phép anh luôn tấn công trúng. Vũ khí cá nhân của anh là một khẩu súng trường lớn có lưỡi lê.

#### Sư đoàn 3
Mina Ashiro (亜白ミナ, Ashiro Mina)
Lồng tiếng bởi: Asami Seto
Đội trưởng 27 tuổi của Sư đoàn 3 Lực lượng Phòng vệ. Cô là bạn thời thơ ấu của Kafka, người mà anh đã thề sẽ cùng chiến đấu chống lại kaiju. Cô là một trong những sĩ quan mạnh nhất trong Lực lượng Phòng vệ và có kỹ năng sử dụng súng cao nhờ khả năng độc đáo khiến những phát bắn của cô có sức tàn phá lớn hơn so với các đội trưởng khác. Vũ khí cá nhân của cô là một khẩu pháo cầm tay, giúp cô có hiệu quả chống lại kaiju có kích thước khổng lồ. Mina sở hữu một con hổ xám (vì cô thích bất kỳ loại mèo nào và từng là người chăm sóc động vật lúc tiểu học) tên là Bakko và cô hay mang nó theo để chiến đấu với kaiju. Mina ban đầu rất khó chịu khi Kafka không giữ lời hứa nhưng khi anh cuối cùng đã trở thành thành viên Lực lượng, Mina thực sự vui mừng khi gặp lại anh trong đội của mình.
Soshiro Hoshina (保科宗四郎, Hoshina Soshiro)
Lồng tiếng bởi: Kengo Kawanishi
Đội phó của Sư đoàn 3. Anh là một kiếm sĩ điêu luyện và giỏi chiến đấu với kaiju nhỏ hơn. Thường xuyên bị cấp trên khuyên nên từ bỏ chức vụ sĩ quan do anh không thể sử dụng súng, Hoshina trở thành đội phó vì Mina coi trọng kỹ năng kiếm sĩ của anh. Soshiro để Kafka được đào tạo lại thành thiếu sinh quân để giữ anh bên cạnh vì anh nghi ngờ Kafka đang che giấu điều gì đó. Trong trận chiến chống lại Kaiju số 10, Soshiro đã ngăn chặn hắn đủ lâu để Mina đến tiêu diệt nó, sau đó nó được biến thành vũ khí Numbers tương thích với Soshiro. Vũ khí này có hình dạng một bộ đồ có tri giác với một chiếc đuôi có thể được sử dụng để tấn công.
Iharu Furuhashi (古橋伊春, Furuhashi Iharu)
Lồng tiếng bởi: Yūki Shin
Một tân binh gia nhập Sư đoàn 3 cùng với Kafka, Reno và Kikoru. Anh và Reno trở thành thành viên của cùng một trung đội và phát triển sự cạnh tranh trong quá trình huấn luyện của họ.
Haruichi Izumo (ハルイチ出雲, Izumo Haruichi)
Lồng tiếng bởi: Keisuke Koumoto
Là tân binh của Sư đoàn 3, Haruichi là thành viên của gia đình Izumo, người điều hành tập đoàn Izumo Tech chuyên phát triển thiết bị cho Lực lượng Phòng vệ bao gồm cả trang phục chiến đấu.
Aoi Kaguragi (神楽木葵, Kaguragi Aoi)
Lồng tiếng bởi: Shunsuke Takeuchi
Một sĩ quan JGSDF gia nhập Sư đoàn 3 và trở thành thành viên của cùng trung đội với Haruichi.
Konomi Okonogi (小此木このみ, Okonogi Konomi)
Lồng tiếng bởi: Sayaka Senbongi
Người điều hành chính của Sư đoàn 3 và cung cấp thông tin cho các sĩ quan. Nhóm điều hành của cô giám sát công suất sức mạnh của bộ đồ mà các sĩ quan mặc và cũng có thể loại bỏ các giới hạn của họ, cho phép họ sử dụng sức mạnh lớn hơn.
Akari Minase (水無瀬あかり, Minase Akari)
Lồng tiếng bởi: Nene Hieda  
Akari là sĩ quan Lực lượng Phòng vệ của Sư đoàn 3.
Hakua Igarashi (五十嵐ハクア, Igarashi Hakua)
Lồng tiếng bởi: Mayuko Kazama
Hakua là một sĩ quan Lực lượng Phòng vệ cao lớn với mái tóc xanh ở Sư đoàn 3. Cô cũng là em gái của Jura Igarashi.
Tae Nakanoshima (中之島 タエ, Nakanoshima Tae)
Lồng tiếng bởi: Mutsumi Tamura  
Nakanoshima là trung đội trưởng thuộc Sư đoàn 3 của Lực lượng Phòng vệ, người rất thích những chàng trai trẻ tuổi. Haruichi và Aoi là thành viên trong trung đội của cô ấy.
Ryō Ikaruga (斑鳩亮, Ikaruga Ryō)
Lồng tiếng bởi: Makoto Furukawa  
Một trung đội trưởng của Sư đoàn 3. Reno và Iharu là một phần trong trung đội của anh ấy.

### Kaiju
Kaiju số 9 (怪獣9号, Kaijū 9-gō)
Lồng tiếng bởi: Hiroyuki Yoshino  
Kaiju dạng người có tri giác, có thể tạo ra các kaiju khác và hấp thụ con người, lấy đi hình dáng và ký ức của họ. Số 9 thâm nhập vào xã hội bằng cách cải trang thành người dọn dẹp xác kaiju tên là Takamichi Hotaka (do Tomokazu Sugita lồng tiếng). Số 9 gây ra hầu hết các thảm họa xảy ra với Lực lượng Phòng vệ. Số 9 không ngừng theo đuổi kiến thức và đặt mục tiêu tạo ra một thế giới để kaiju phát triển.
Kaiju số 10 (怪獣10号, Kaijū 10-gō)
Lồng tiếng bởi: Kenta Miyake
Kaiju dạng người có tri giác dẫn đầu một cuộc tấn công vào căn cứ của Sư đoàn 3 dẫn đầu một nhóm yokuryū-kei kaiju. Cuối cùng hắn bị Soshiro và Mina đánh bại và bị Lực lượng Phòng vệ bắt giữ. Trong khi bị giam cầm, Số 10 tiết lộ rằng người tạo ra nó là Kaiju Số 9 và yêu cầu được biến thành vũ khí Numbers để Soshiro sử dụng. Đây là kaiju đầu tiên được chế tạo thành vũ khí Numbers còn sống và vẫn giữ được khả năng tri giác. Số 10 có chỉ số chịu đựng là 9,0.

## Phát triển
Trước khi viết Kaijū 8-gō, Naoya Matsumoto là tác giả của một bộ truyện có tựa đề Nekowappa! ra mắt trên tạp chí Weekly Shōnen Jump của Shueisha vào ngày 9 tháng 11 năm 2009. Bộ truyện là sự tiếp nối của one-shot mà Matsumoto viết cho lễ hội JG1 One-Shot. Anh đã xuất bản một one-shot khác có tựa đề Shikai Enbu trong ấn bản mùa xuân 2012 của Jump Giga (sau đó được gọi là Jump Next) trước khi bắt đầu xuất bản nhiều kỳ thứ hai với Pochi Kuro, ra mắt trên ứng dụng và trang web Shōnen Jump+ của Shueisha vào năm 2014. 
Matsumoto nói rằng Kaijū 8-gō bị ảnh hưởng bởi các phương tiện truyền thông tokusatsu như loạt phim Ultraman, cụ thể là Ultraseven (1967), cũng như Shin Godzilla (2016). Anh muốn tạo ra một câu chuyện kể về một nhân vật chính phải đạt được mục tiêu của mình trong khi che giấu danh tính quái dị khỏi một tổ chức thù địch mà nhân vật đó cũng là thành viên, coi đó là một khái niệm thú vị. Matsumoto mô tả Kaijū 8-gō là "một tác phẩm đầy thử thách" cho phép anh thoát khỏi những câu chuyện thông thường của mình. Theo phó tổng biên tập Seijiro Nakaji của Shōnen Jump+, Kaijū 8-gō là một diễn biến bất ngờ từ những câu chuyện giả tưởng thông thường của Matsumoto. Nakaji nói rằng Matsumoto, với tư cách là một người hâm mộ tokusatsu, bị thu hút bởi những nhân vật chính nguyên mẫu của thể loại này "những người có được khả năng phi thường và trở thành anh hùng, nhưng hậu quả là cũng phải chịu sức nặng của cuộc đấu tranh nội tâm." Nakaji nói họ dự định phát triển câu chuyện theo hai cách: "[một] là nơi Kafka sống một cuộc sống bình thường trong khi che giấu danh tính thực sự của mình và nơi còn lại là nơi anh ấy theo đuổi ước mơ của mình ngay cả sau khi trở thành một con quái vật" với sự lựa chọn của Matsumoto cho sự lựa chọn thứ hai sớm. Matsumoto đặt mục tiêu tạo bố cục trang dễ theo dõi, đặc biệt là trên điện thoại thông minh, do manga được phát hành dưới dạng kỹ thuật số. Anh lấy cảm hứng từ các sinh vật thần thoại, động vật và thực vật khi thiết kế kaiju. 
Matsumoto làm việc với ba trợ lý cho bộ truyện: Osamu Koiwai, người chịu trách nhiệm về hình nền, Jiro Sakura, người thực hiện "công việc hoàn thiện" và Mantohihi Binta, người được giao nhiệm vụ thiết kế vũ khí. Đối với hình nền, Matsumoto chuẩn bị một bảng phân cảnh cung cấp các tác phẩm của các khung của một chương được gửi đến Koiwai. Họ thảo luận về cách tiếp cận hiện trường, sau đó Koiwai chuẩn bị một bản thảo để Matsumoto phê duyệt. Sau khi bản phác thảo được phê duyệt, Koiwai có thể tiến hành sản xuất phiên bản cuối cùng của hình nền. Koiwai phải mất 3–4 ngày để hoàn thành phần nền của một chương. 

## Phương tiện truyền thông

### Manga
Được viết và minh họa bởi Naoya Matsumoto, Kaiju No. 8 bắt đầu xuất hiện trên ứng dụng và trang web Shōnen Jump+ của Shueisha vào ngày 3 tháng 7 năm 2020. Vào tháng 8 năm 2020, Matsumoto và Kaiju No. 8 đã áp dụng lịch xuất bản một chương mới hàng tuần trong ba tuần, sau đó là nghỉ một tuần. Vào ngày 25 tháng 6 năm 2021, một lịch trình mới đã được thông qua, trong đó một chương mới được xuất bản hai tuần một lần. Shueisha đã tập hợp các chương của mình thành các tập tankōbon riêng lẻ. Tập đầu tiên được phát hành vào ngày 4 tháng 12 năm 2020; một video quảng cáo cho tập, được trình bày dưới dạng chương trình tin tức được chiếu trên màn hình lớn của Yunika Vision tại Ga Seibu-Shinjuku từ ngày 4 đến ngày 10 tháng 12 năm 2020. Tính đến ngày 4 tháng 7 năm 2024, 13 tập đã được phát hành.

#### Spin-off
Một manga ngoại truyện do Kentaro Hidano minh họa, có tựa đề Kaiju No. 8: B-Side (怪獣8号 side B), bắt đầu xuất bản nhiều kỳ trên Shōnen Jump+ vào ngày 5 tháng 1 năm 2024 và có các câu chuyện bên lề của các thành viên Lực lượng Phòng vệ. Matsumoto và Keiji Andō được ghi nhận là tác giả của tác phẩm gốc. Shueisha và Viz Media bắt đầu xuất bản bộ truyện bằng tiếng Anh vào ngày 4 tháng 1 năm 2024, Shueisha trên trang web và ứng dụng Manga Plus và Viz Media trên trang web và ứng dụng Shonen Jump.

### Light novel
Một light novel ngoại truyện gồm 4 chương có tựa Kaiju No. 8: Exclusive on the Third Division (怪獣8号 密着!第3部隊, Kaijū 8-gou: Mitchaku! Dai San-butai) được viết bởi Keiji Andō và minh họa bởi Matsumoto, được phát hành vào ngày 4 tháng 11 năm 2022. Vào ngày 2 tháng 2 năm 2024, Viz Media thông báo rằng họ đã cấp phép in cho cuốn tiểu thuyết này bằng tiếng Anh. Nó dự kiến sẽ được xuất bản vào quý 4 năm 2024. 

### Anime
Vào ngày 4 tháng 8 năm 2022, có thông báo rằng manga sẽ được chuyển thể thành anime. Sau đó nó được tiết lộ là một bộ anime dài tập được công chiếu vào ngày 13 tháng 4 năm 2024 trên TV Tokyo và các chi nhánh của nó và trên X (tên gọi trước đây là Twitter) khi phát sóng ở Nhật Bản. Bộ phim được sản xuất hoạt hình bởi Production IG với Studio Khara giám sát các thiết kế và tác phẩm nghệ thuật kaiju. Phim được đạo diễn bởi Shigeyuki Miya và Tomomi Kamiya với kịch bản của Ichirō Ōkouchi, thiết kế nhân vật và chỉ đạo hoạt hình chính bởi Tetsuya Nishio, chỉ đạo nghệ thuật bởi Shinji Kimura, thiết kế quái vật bởi Mahiro Maeda và âm nhạc do Yuta Bando sáng tác. Bài hát mở đầu, "Abyss", do Yungblud trình bày, trong khi bài hát kết thúc, "Nobody", do OneRepublic trình bày. 
Crunchyroll đã cấp phép phát trực tuyến bộ anime, phát hành đồng thời khi phát sóng tại Nhật Bản, với các phiên bản lồng tiếng một giờ sau khi ra mắt trên truyền hình. Các ngôn ngữ lồng tiếng bao gồm tiếng Anh, tiếng Bồ Đào Nha Brazil, tiếng Pháp, tiếng Đức, tiếng Ý, tiếng Castilian, tiếng Tây Ban Nha Mỹ Latinh, tiếng Hindi, tiếng Telugu và tiếng Tamil. Netflix được thiết lập để phát trực tuyến loạt phim này ở một số vùng lãnh thổ được chọn. Medialink đã cấp phép cho bộ anime được phát trực tuyến ở Đông Nam Á trên kênh YouTube Ani-One Asia. 

### Các phương tiện khác
Kafka Hibino được giới thiệu là một nhân vật điều khiển được trong trò chơi điện tử Captain Velvet Meteor: The Jump+ Dimensions được phát hành trên Nintendo Switch vào ngày 28 tháng 7 năm 2022. 

## Tiếp nhận

### Mức độ phổ biến
Theo Yūta Momiyama, phó tổng biên tập của Shōnen Jump+ , Kaiju No. 8, cùng với Spy × Family đã rất nổi tiếng và đặc biệt hoạt động tốt trên dịch vụ Manga Plus. Vào tháng 12 năm 2020, có thông tin cho rằng Kaiju No. 8 đã vượt qua 30 triệu lượt xem, trở thành bộ truyện Shōnen Jump+ nhanh nhất đạt được thành tích này và mỗi chương mới được xuất bản đều vượt qua một triệu lượt xem. Vào tháng 2 năm 2021, bộ truyện đạt 70 triệu lượt xem. Vào tháng 4 năm 2021, đạt hơn 100 triệu lượt xem. Vào tháng 2 năm 2023, đạt 400 triệu lượt xem. Bộ truyện xếp thứ 10 trong cuộc bình chọn "Bộ manga chuyển thể anime được mong muốn nhất" lần thứ 5 của AnimeJapan vào năm 2022. 

### Manga
Tạp chí Thư viện Trường học đã liệt kê tập đầu tiên của Kaiju No. 8 là một trong 10 manga hay nhất năm 2021. Nó đứng thứ ba trên Kono Manga ga Sugoi! danh sách manga hay nhất năm 2022 dành cho độc giả nam. Bộ truyện đứng thứ hai trong Danh sách truyện tranh được nhân viên nhà sách toàn quốc đề xuất năm 2022. Nó được đưa vào danh sách truyện tranh hay nhất năm 2021 của Polygon, đứng thứ 11 của Kotaku bộ manga hay nhất năm 2021 và danh sách 12 bộ manga hay nhất năm 2020 của The Fandom Post.

#### Số lượng bán hàng
Tập đầu tiên của bộ truyện đã bán được 90.831 bản trong tuần đầu tiên và 69.404 bản trong tuần thứ hai. Đến tháng 12 năm 2020, tập đầu tiên đã có hơn 430.000 bản được lưu hành (bản in và kỹ thuật số). Vào tháng 1 năm 2021, có thông tin cho rằng bộ truyện này là manga mới bán chạy nhất năm 2020, chỉ trong vòng 28 ngày kể từ khi tập đầu tiên được xuất bản. Đến tháng 3 năm 2021, manga đã có hơn 1 triệu bản in và 200.000 bản được bán dưới dạng kỹ thuật số, trở thành bộ Shōnen Jump+ nhanh nhất đạt 1 triệu bản được lưu hành và 20 ngày sau đạt 1,5 triệu bản sao đang lưu hành. Đến tháng 6 năm 2021, manga đã có 2,5 triệu bản được lưu hành và đến giữa tháng đã đạt 3 triệu bản. Đến tháng 9 năm 2021, manga đã có hơn 4 triệu bản được lưu hành; trên 5,5 triệu bản được lưu hành tính đến tháng 12 năm 2021; hơn 6,7 triệu bản được lưu hành tính đến tháng 3 năm 2022; hơn 7,8 triệu bản được lưu hành tính đến tháng 7 năm 2022; hơn 8 triệu bản được lưu hành tính đến tháng 8 năm 2022; trên 10 triệu bản được lưu hành tính đến tháng 12 năm 2022; hơn 11 triệu bản được lưu hành tính đến tháng 3 năm 2023; và hơn 13 triệu bản được lưu hành tính đến tháng 4 năm 2024. 
Tập thứ năm và thứ sáu của bộ truyện nằm trong số 30 tập manga bán chạy nhất năm 2022. Tập 9 nằm trong số những tập manga bán chạy nhất năm 2023. Tập 10 là manga in đầu tiên có doanh thu cao thứ bảy của Shueisha tập 2023–2024 (giai đoạn từ tháng 4 năm 2023 đến tháng 3 năm 2024), in 600.000 bản. 
Các tập riêng lẻ đã được xếp hạng trong danh sách hàng tháng của NPD Bookscan kể từ năm 2021 và trong danh sách hàng tháng bán chạy nhất Sách đồ họa và Manga của The New York Times kể từ năm 2022. Tập đầu tiên của bộ truyện đã bán được 118.000 bản tại Hoa Kỳ vào năm 2022. 
Tại Pháp, bộ truyện đã bán được 22.041 bản trong tuần đầu tiên ra mắt, trở thành bộ truyện tranh đầu tay bán chạy nhất ở Pháp. Đến tháng 4 năm 2023, bộ truyện đã bán được 888.888 bản tại Pháp. Tại Ý, tập đầu tiên có số lượng in đầu tiên là 245.000 bản (bao gồm nhiều ấn bản khác nhau), vượt qua Kimetsu no Yaiba, với 200.000 bản được lưu hành mỗi tập. 

#### Sự tiếp nhận quan trọng
Tập đầu tiên của bộ truyện đã được nhiều ấn phẩm đón nhận tích cực. Những lời khen ngợi nhắm vào tác phẩm nghệ thuật của Naoya Matsumoto được mô tả là "tuyệt đẹp và cực kỳ chi tiết", và việc anh sử dụng các trang trải rộng, "lật trang" và thiết kế kaiju. Đặc biệt, Kafka Hibino được coi là một nhân vật đáng yêu và là một khía cạnh mới lạ của bộ truyện do độ tuổi của nhân vật chính này. Bộ truyện cũng được khen ngợi vì tính hài hước. Tuy nhiên, tập đầu tiên đã nhận được một số lời chỉ trích vì phần mở đầu mang tính công thức cũng như chất lượng nghệ thuật không nhất quán và nhịp độ nhanh làm ảnh hưởng đến sự phát triển của nhân vật.

### Anime
Sê-ri ra mắt tập đầu đã được đón nhận tích cực. Trong một loạt đánh giá tích cực dành cho Anime News Network, Rebecca Silverman ca ngợi nét vẽ, hoạt hình và âm nhạc và nói rằng sê-ri này đi theo lãnh thổ quen thuộc nhưng "nó rất thoải mái khi làm việc trong giới hạn thể loại của nó và vui vẻ với chúng." James Beckett đã khen ngợi Production IG vì đã cân bằng thành công các yếu tố hài hước của câu chuyện với "những nhịp điệu nhỏ tuyệt vời và có sức nặng giúp bán được toàn bộ thế giới một cách hiệu quả hơn nhiều." Nicholas Dupree khen ngợi các phân cảnh hành động và xây dựng thế giới của anime, lưu ý rằng Kafka là một nhân vật rất dễ yêu thích. Richard Eisenbeis khen ngợi hoạt hình, đặc biệt là sự mô tả chi tiết và chân thực về các trận chiến của kaiju và sự mổ xẻ của chúng, mặc dù anh nhận thấy thiết kế nhân vật quá đơn giản. Janet A Leigh của Digital Spy khen ngợi buổi ra mắt tập đầu về hoạt hình và hành động, so sánh tiền đề của nó với Attack on Titan nhưng với giọng điệu nhẹ nhàng hơn. Toussaint Egan của Polygon cũng khen ngợi anime về giọng điệu, khoảnh khắc kịch tính và hành động, nói rằng tiền đề "có thể được mô tả một cách khéo léo như My Hero Academia gặp Pacific Rim. "Anh ca ngợi chỉ đạo nghệ thuật đã cho phép bộ anime "[tiếp đất] vũ trụ của nó theo cách vừa đáng tin cậy vừa phi thường về mặt thị giác." 